# Graham Norton
Graham Norton, właściwie Graham William Walker (ur. 4 kwietnia 1963 w Clondalkin) – irlandzki aktor, komik i prezenter telewizyjny, wielokrotny laureat Nagrody Brytyjskiej Akademii Filmowej (BAFTA).

## Wczesne lata
Urodził się w Clondalkin, przedmieściu Dublina, a dorastał w Bandon w hrabstwie Cork. Porzucił studia na University College Cork i przenieniósł się do San Francisco.

## Kariera telewizyjna
Zaczynał karierę jako komik i stand-uper, a także jako aktor. W 1996 zagrał w kilku odcinkach serialu Ojciec Ted.
Pod koniec lat 90. był gospodarzem teleturnieju Bring Me the Head of Light Entertainment. Po trzecim sezonie został zastąpiony przez Seána Cullena. W kolejnych latach prowadził autorskie programy telewizyjne: Channel 4 So Graham Norton (1998-2002), Channel 4 V Graham Norton (2002-2004), Comedy Central The Graham Norton Effect (2004–2005), BBC One Strictly Dance Fever (2005–2006) i BBC One Graham Norton’s Bigger Picture (2005–2006).
W 2007 i 2008 współprowadził Konkurs Tańca Eurowizji, który organizowany był w Wielkiej Brytanii. Od 2009 komentuje dla BBC przebieg Konkursu Piosenki Eurowizji. W maju 2023 był jednym z prowadzących finału 67. Konkursu Piosenki Eurowizji 2023 wraz z Hannah Waddingham, Juliją Saniną oraz Aleshą Dixon.

## Życie prywatne
Jako zadeklarowany gej, 10 lipca 2022 poślubił szkockiego reżysera Jonathana „Jono” McLeoda w Bantry House w hrabstwie Cork.